# Jimmy Best
Jimmy Best (Portimão, 16 de março de 1991) é um wrestler profissional português, actualmente a trabalhar para a Associação Portuguesa de Wrestling (APW).

## APW Impacto Total
A sua estreia profissional no wrestling deu-se a 5 de Janeiro de 2007 no evento APW Impacto Total na Praça de Touros do Campo Pequeno em Lisboa na gauntlet de 10 lutadores para o Título Nacional da APW. Foi o sexto lutador a entrar na gauntlet e terceiro a ser eliminado.
No dia seguinte, no APW Impacto Total no Pavilhão Rosa Mota, no Porto, Jimmy Best foi um dos lumberjacks no combate para o Título Nacional da APW entre Arte-Gore e o campeão Mad Dog. Jimmy Best assumiu uma posição mais heel e manteve-se ao pé dos outros lumberjack heels, tendo brigado com os lutadores babyface durante o decorrer do combate. Tudo apontava que Jimmy Best seria heel a partir desse momento.

## APW Wrestling Total ao Vivo
A 21 de Abril, no evento inaugural da tournée APW Wrestling Total ao Vivo em Odemira, Jimmy Best chocou toda a gente ao vencer uma battle royal para determinar o novo candidato principal ao Título Nacional da APW. Imediatamente se tornou um dos favoritos dos fãs, assumindo definitivamente uma atitude de "babyface" (ao contrário da atitude revelada no Impacto Total), atitude fortalecida quando Tony de Portugal, o lutador que Jimmy eliminou para se sagrar vencedor da battle royal, o atacou durante um confronto entre este e Arte-Gore, que entretanto apareceu para confrontar o vencedor da battle royal. Jimmy Best foi retirado da arena numa maca e Tony exigiu um combate entre ambos para essa noite, por se sentir mais uma vez "roubado" e afastado da "corrida ao ouro" que há uns tempos anseia e persegue, com o título de candidato principal que Jimmy tinha acabado de ganhar em jogo. Jimmy acaba por aparecer mesmo para defrontar Tony mais tarde, com as costelas enfaixadas e sem estar na sua melhor forma devido à lesão, mas aceita defrontar Tony, mostrando uma coragem e determinação que o tornou ainda mais um favorito dos fãs, apesar de não ter conseguido defender o seu título e tê-lo perdido para Tony num combate de 22 minutos de acção frenética. Muitos críticos consideram este combate como "o melhor combate em terras lusitanas das últimas décadas".
Depois de mais alguns combates na tournée contra adversários entre os quais Danny Hell, Mad Dog e Dnamite, Jimmy Best volta a ter destaque no evento realizado em Ponta Delgada, Açores a 3 de Maio de 2008, onde foi apresentado como "O Furacão Açoriano". A partir deste momento, Jimmy Best passou a usar uma gimmick onde é sempre anunciado como proveniente da terra onde setá a lutar, sendo uma espécie de "cidadão do mundo". A gimmick é usada como uma espécie de "piada", o que faz de Jimmy Best o conterrâneo em todos os eventos, lute onde lutar. Antes de adaptar esta gimmick, Jimmy Best era anunciado como vindo do Porto, donde a sua família é originária. O facto de ser considerado o conterrâneo dos Açores valeu-lhe algum destaque e uma alcunha, que só é usada lá. Nesse evento participou na battle royale mais tarde lutou contra Iceborg, tendo perdido mas oferecido alguma luta.

## Saída do wrestling
Quando a APW entrou numa parceria, com a WSW em 2008, Jimmy Best, decidiu abandonar o wrestling, o seu retorno foi anunciado no evento Impacto Total 3 em 2009, mas esta não se confirmou.

## Factos no Wrestling

### Finisher e ataques secundários
- Jimmy Bomb (Swantom Bomb)
- Dropkick
- Moonsault
- Suicide dive

### Nicknames
- O Furacão Açoriano (só nos Açores)